# Maartje Looijen
Maartje Looijen (Leidschendam, 16 november 1998) is een voormalig Nederlands voetbalspeelster. Ze kwam uit voor ADO Den Haag. In 2023 beëindigde ze haar voetbalcarrière. 

## Clubcarrière
Sinds seizoen 2014–15 kwam Looijen voor ADO Den Haag uit in de Eredivisie, en in 2019 werd haar contract verlengd.
In het seizoen 2017–18 liep ze een zware knieblessure op, waar ze na een intensieve revalidatie weer van herstelde. Dat seizoen speelde ze minder wedstrijden, en liep het WK voor Oranje O20 tevens mis.
In 2022 verlengde Looijen haar contract tot medio 2023. In 2023 stopte Looijen, na veelvuldig blessureleed, met voetballen.

## Statistieken
| Seizoen | Club         | Land      | Competitie         | Wedstrijden | Doelpunten |
| ------- | ------------ | --------- | ------------------ | ----------- | ---------- |
| 2014/15 | ADO Den Haag | Nederland | Eredivisie         | 1           | 0          |
| 2015/16 | ADO Den Haag | Nederland | Eredivisie         | 20          | 2          |
| 2016/17 | ADO Den Haag | Nederland | Eredivisie         | 3           | 0          |
| 2017/18 | ADO Den Haag | Nederland | Eredivisie         | 10          | 2          |
| 2018/19 | ADO Den Haag | Nederland | Eredivisie         | 23          | 5          |
| 2019/20 | ADO Den Haag | Nederland | Vrouwen Eredivisie | 12          | 4          |
| 2020/21 | ADO Den Haag | Nederland | Vrouwen Eredivisie | 3           | 0          |
| 2021/22 | ADO Den Haag | Nederland | Vrouwen Eredivisie | 15          | 1          |
| 2022/23 | ADO Den Haag | Nederland | Vrouwen Eredivisie | 0           | 0          |
| Totaal  | Totaal       | Totaal    | Totaal             | 87          | 14         |

Laatste update: 17 oktober 2024

## Interlandcarrière
Looijen kwam tweemaal uit voor Oranje O19, de eerste keer op 17 september 2015 in een wedstrijd tegen Moldavië O19.